# Rafael Castro Ordóñez
Pour les articles homonymes, voir Castro et Ordóñez.
Rafael Castro Ordóñez (Madrid, 1830 - Chili, 1865) est un peintre, dessinateur et photographe espagnol.

## Biographie

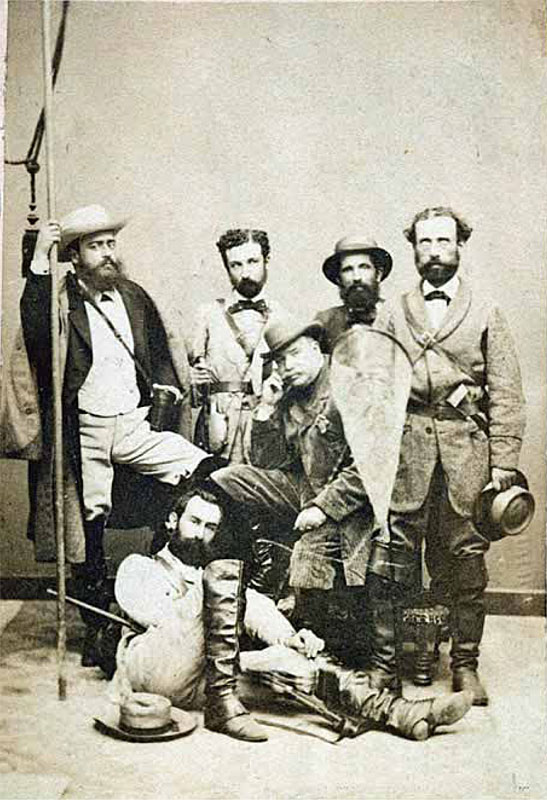
Les membres de la Commission scientifique de Pacifique photographiés par Rafael Castro Ordóñez.

Castro  Ordoñez étudia la peinture et le dessin à la Real Academia de Bellas Artes de San Fernando.
Il s'intéressa ensuite à la photographie et fut formé par le photographe anglais Charles Clifford.
De 1862 à 1865, il fit partie de la Commission scientifique du Pacifique (es), expédition spécialisée en sciences naturelles et en anthropologie, dont le point de départ du voyage fut le port de Cádiz et qui eut pour destination l'Amérique centrale, l'Amérique du Sud et la Californie.
Au bout de deux années, Castro s'installa à Valparaíso, où il continua son travail de photographe. Il prit des clichés de paysages (villes, ruines, monuments) et fit des portraits d'autochtones.
Castro utilisait des négatifs sur plaque de verre et des positifs en impression à l'albumine.
Il se suicida en 1865 pour des raisons inconnues.
Il est considéré par les historiens comme un pionnier du reportage de voyages. La plupart de ses œuvres sont conservées au Musée national des sciences naturelles d'Espagne et à la Biblioteca General de Humanidades de Madrid.